# Diocèse de Joliette
Le diocèse de Joliette est un diocèse de l'Église catholique au Québec au Canada. Son siège épiscopal est la Cathédrale Saint-Charles-Borromée. Il a été érigé canoniquement le 27 janvier 1904 par le pape Pie X à partir du territoire de l'archidiocèse de Montréal duquel il est maintenant suffragant. En 2016, il comprend 23 paroisses. Depuis 2019, son évêque est Louis Corriveau.

## Description

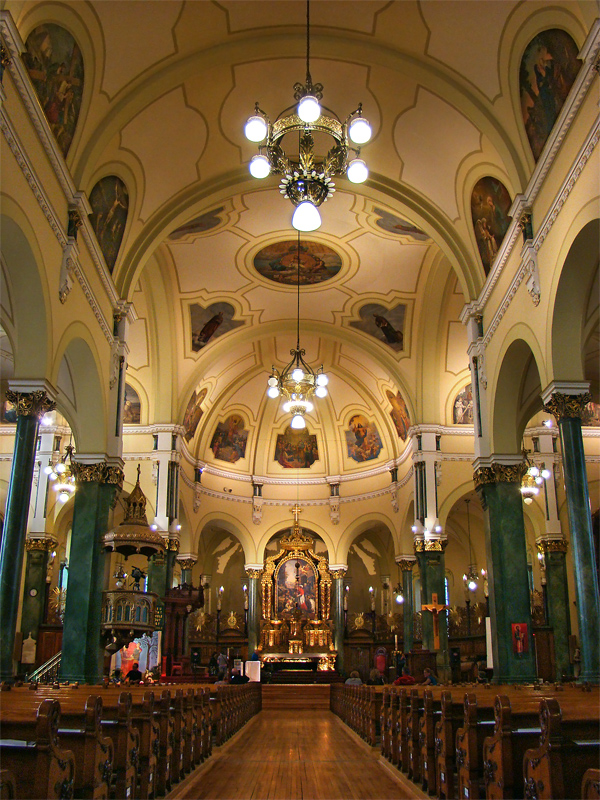
Intérieur de la cathédrale Saint-Charles-Borromée de Joliette.

Le diocèse de Joliette est l'une des 21 juridictions de l'Église catholique au Québec au Canada. Son siège épiscopal est la cathédrale Saint-Charles-Borromée de Joliette,. Il est suffragant de l'archidiocèse de Montréal. Depuis 2019, son évêque est Louis Corriveau,,.
Le territoire du diocèse de Joliette couvre une superficie de 8 800 km2 et est divisé en 23 paroisses en 2016,. Il est contigu au diocèse de Saint-Jérôme au sud-ouest, au diocèse de Mont-Laurier à l'ouest, au diocèse d'Amos au nord-ouest, au diocèse de Trois-Rivières au nord-est, au diocèse de Saint-Hyacinthe au sud-est, au diocèse de Saint-Jean-Longueuil au sud et à l'archidiocèse de Montréal au sud.
En 2016, le diocèse de Joliette dessert une population de 257 420 catholiques avec un total de 95 prêtres et sept diacres permanents.

## Histoire

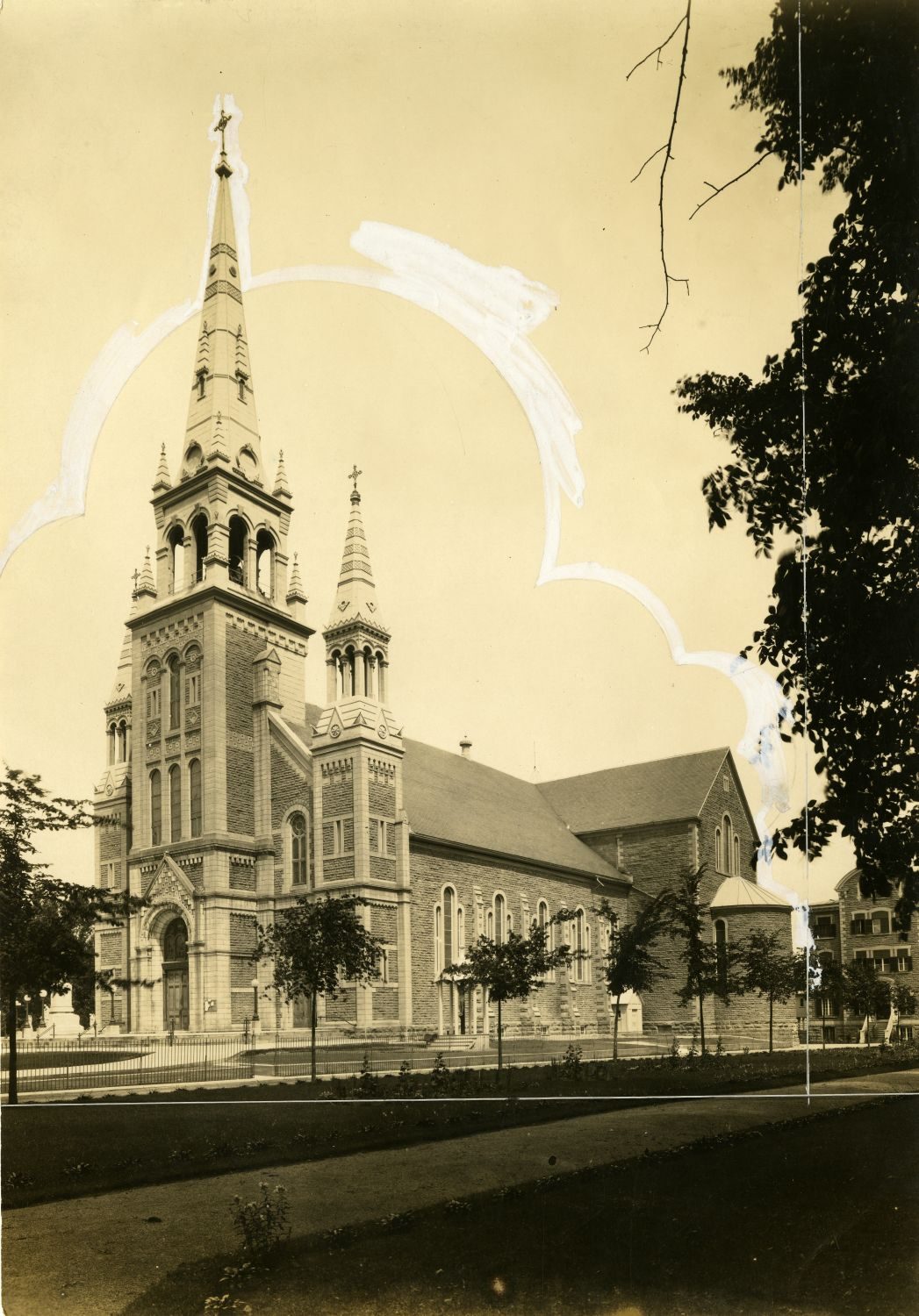
Cathédrale Saint-Charles-Borromée de Joliette en 1900.

Le diocèse de Joliette a été érigé canoniquement le 27 janvier 1904 par le pape Pie X. Auparavant, son territoire faisait partie de l'archidiocèse de Montréal,. Il comprenait alors les comtés de Joliette, de Berthier et de Montcalm ainsi qu'une partie du comté de L'Assomption. Son premier évêque fut Joseph-Alfred Archambeault qui demeura à cette fonction jusqu'à sa mort le 25 avril 1913,,.
Le 31 mai 2007, Manawan, qui faisait alors partie du diocèse d'Amos, a été transféré au diocèse de Joliette.

### Arrivées des ordres religieux dans l'histoire de Joliette
- Clercs de Saint-Viateur en 1847
- Sœurs de Sainte-Anne en 1853
- Sœurs de la Providence en 1855
- Congrégation de Notre-Dame en 1875
- Sœurs des Saint-Cœurs de Jésus et de Marie en 1903
- Sœurs adoratrices du Précieux-Sang en 1907
- Missionnaires de l'Immaculée-Conception en 1919

## Évêques

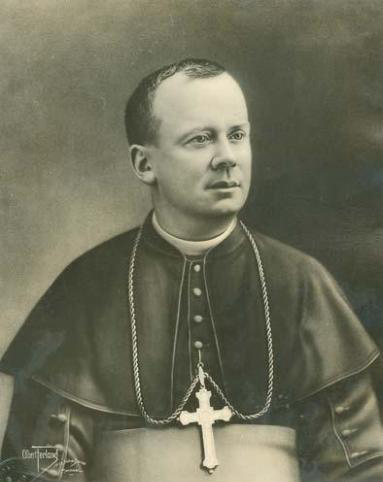
Joseph-Alfred Archambeault, premier évêque de Joliette.

| # | Nom                             | Dates                               |
| - | ------------------------------- | ----------------------------------- |
| 1 | Joseph-Alfred Archambeault      | 27 juin 1904 - 25 avril 1913        |
| 2 | Joseph-Guillaume-Laurent Forbes | 6 août 1913 - 29 janvier 1928       |
| 3 | Joseph Arthur Papineau          | 15 juin 1928 - 3 janvier 1968       |
| 4 | René Audet                      | 3 janvier 1968 - 31 octobre 1990    |
| 5 | Gilles Lussier                  | 7 septembre 1991 - 8 septembre 2015 |
| 6 | Raymond Poisson                 | 8 septembre 2015 - 18 mai 2018      |
| 7 | Louis Corriveau                 | Depuis le 21 mai 2019               |

## Paroisses
Le diocèse de Joliette comprenait originellement 56 paroisses, mais celles-ci ont été regroupées en 21 unités en 2011.
| Nom de l'unité paroissiale                            | Communautés chrétiennes |
| ----------------------------------------------------- | --- |
| Saint-Charles-Borromée                                | Christ-Roi (Joliette), Saint-Charles-Borromée (Joliette), Saint-Jean-Baptiste (Joliette), Sainte-Thérèse-de-L'Enfant-Jésus (Joliette), Notre-Dame-des-Prairies |
| Sainte-Famille                                        | Saint-Paul, Saint-Thomas, Sacré-Cœur-de-Jésus (Crabtree) |
| Saint-Laurent                                         | Sainte-Geneviève (Berthier), Sainte-Ignace-de-Loyola, La Visitation (Île-Dupas)                                                                                |
| Saint-Frère-André                                     | Saint-Antoine (Lavaltrie), Saint-Joseph (Lanoraie) |
| Coteau                                                | Saint-Bathélémy, Saint-Chuthbert, Saint-Viateur-d'Anjou |
| Saint-Henri (Mascouche)                               | |
| Notre-Dame-de-Saint-Rosaire / Holy Rosary (Mascouche) | |
| Saint-Joachim (La Plaine)                             | |
| Notre-Dame-de-L'Acadie                                | Saint-Alexis, Saint-Jacques-de-Montcalm, Saint-Liguori, Sainte-Marie-Salomé                                                                                    |
| Bienheureuse-Marie-Rose-Durocher                      | L'Épiphanie, Saint-Roch-de-l'Achigan |
| Bienheureuse-Émilie-Gamelin                           | Saint-Calixte, Saint-Lin-des-Laurentides |
| L'Érablière                                           | Saint-Esprit, Sainte-Julienne |
| Sainte-Anne                                           | Saint-Ambroise-de-Kildare, Sainte-Marcelline-de-Kildare, Sainte-Mélanie                                                                                        |
| Saint-Pierre-de-Belles-Montagnes                      | Saint-Alphonse, Sainte-Béatrix, Saint-Côme |
| Sainte-Famille-des-Lacs                               | Notre-Dame-de-Merci, Saint-Émile (Entrelacs), Saint-Théodore                                                                                                   |
| Marie-Reine-du-Monde / St. Patrick                    | |
| Notre-Dame-des-Montagnes                              | Saint-Michel-des-Saints, Saint-Zénon |
| Saint-Jean-de-Brébeuf                                 | Communauté des Attikameks à Manawan |
| Sainte-Trinité                                        | Saint-Damien, Saint-Émélie-de-l'Énergie, Saint-Jean-de-Matha                                                                                                   |
| Saint-David                                           | Saint-Charles-de-Mandeville (Mandeville), Saint-Didace, Saint-Gabriel-de-Brandon                                                                               |
| Saint-Martin-de-La-Bayonne                            | Notre-Dame-de-Lourdes, Saint-Cléophas-de-Brandon, Sainte-Élisabeth, Saint-Félix-de-Valois, Saint-Norbert                                                       |

## Galerie

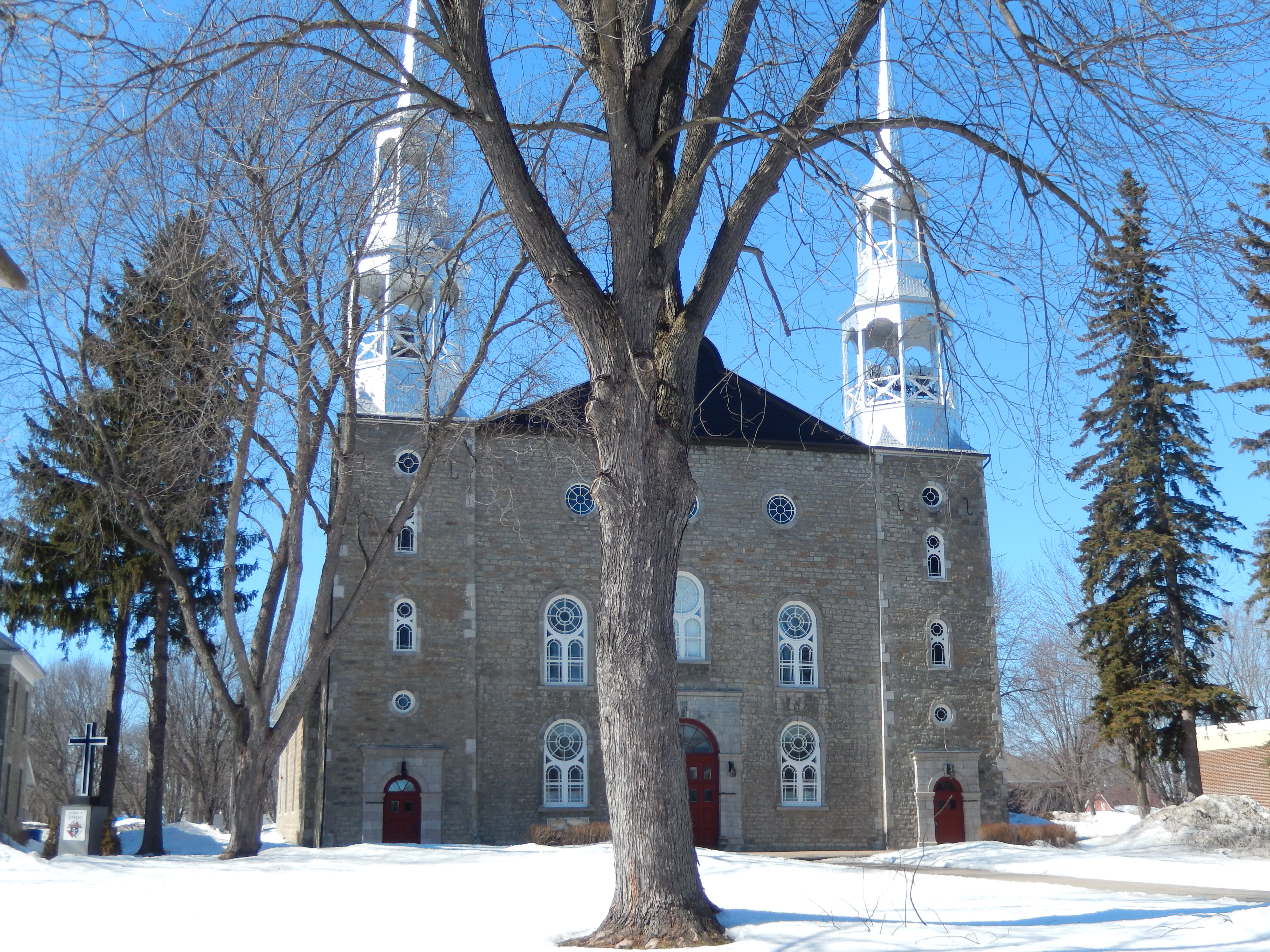
Église Sainte-Geneviève de Berthier.
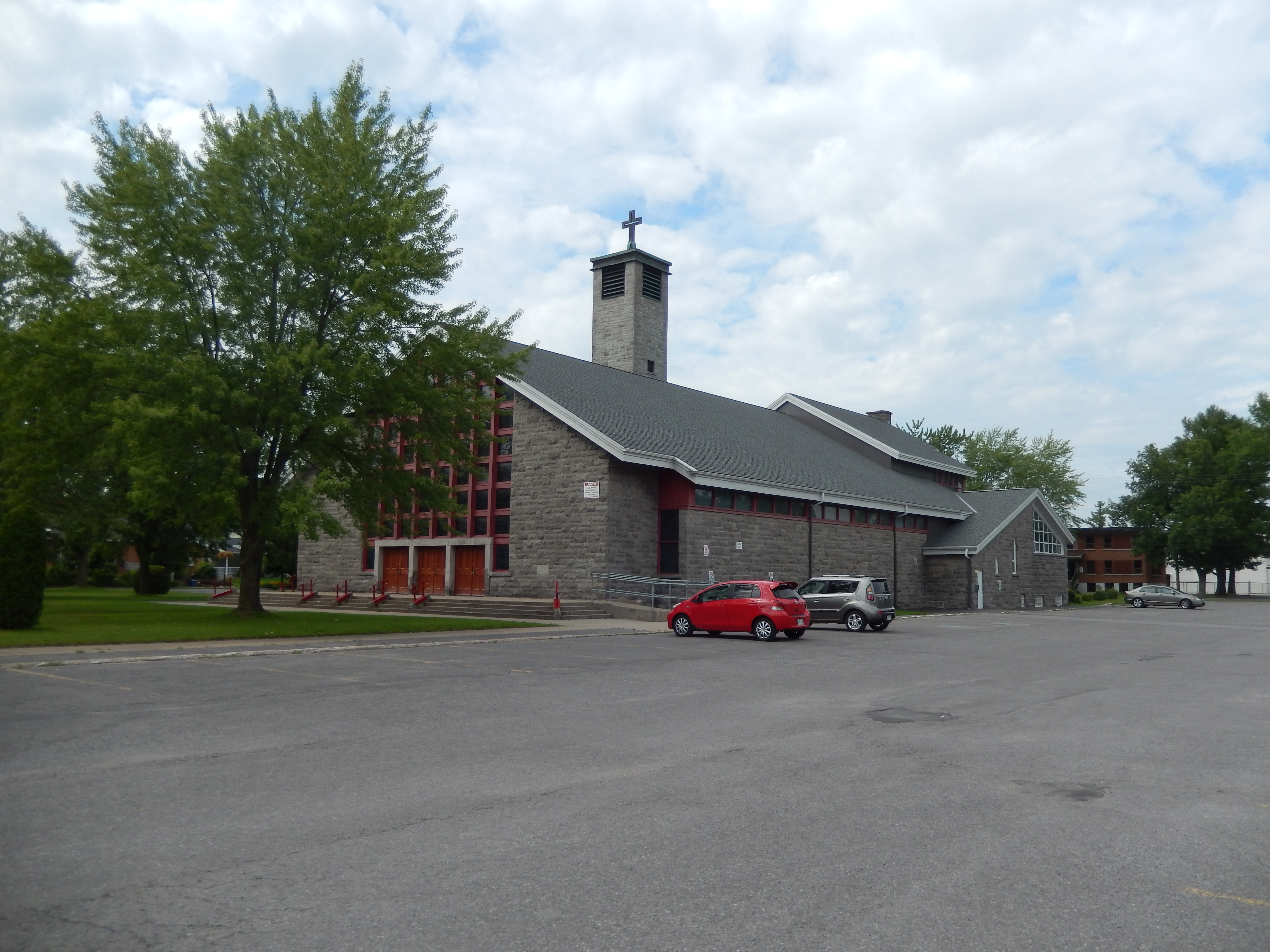
Église du Christ-Roi de Joliette.
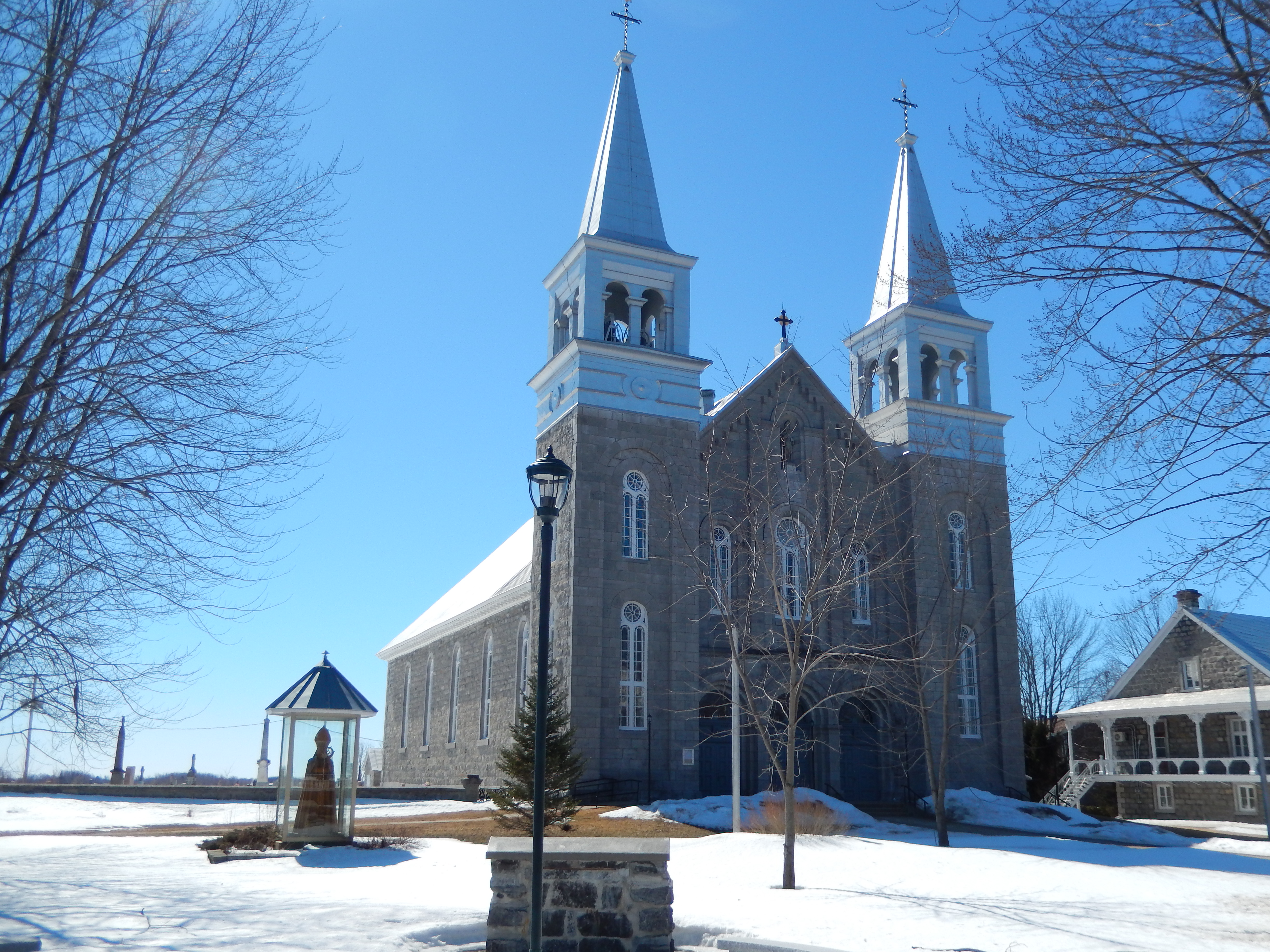
Église Saint-Cuthbert de Saint-Cuthbert.
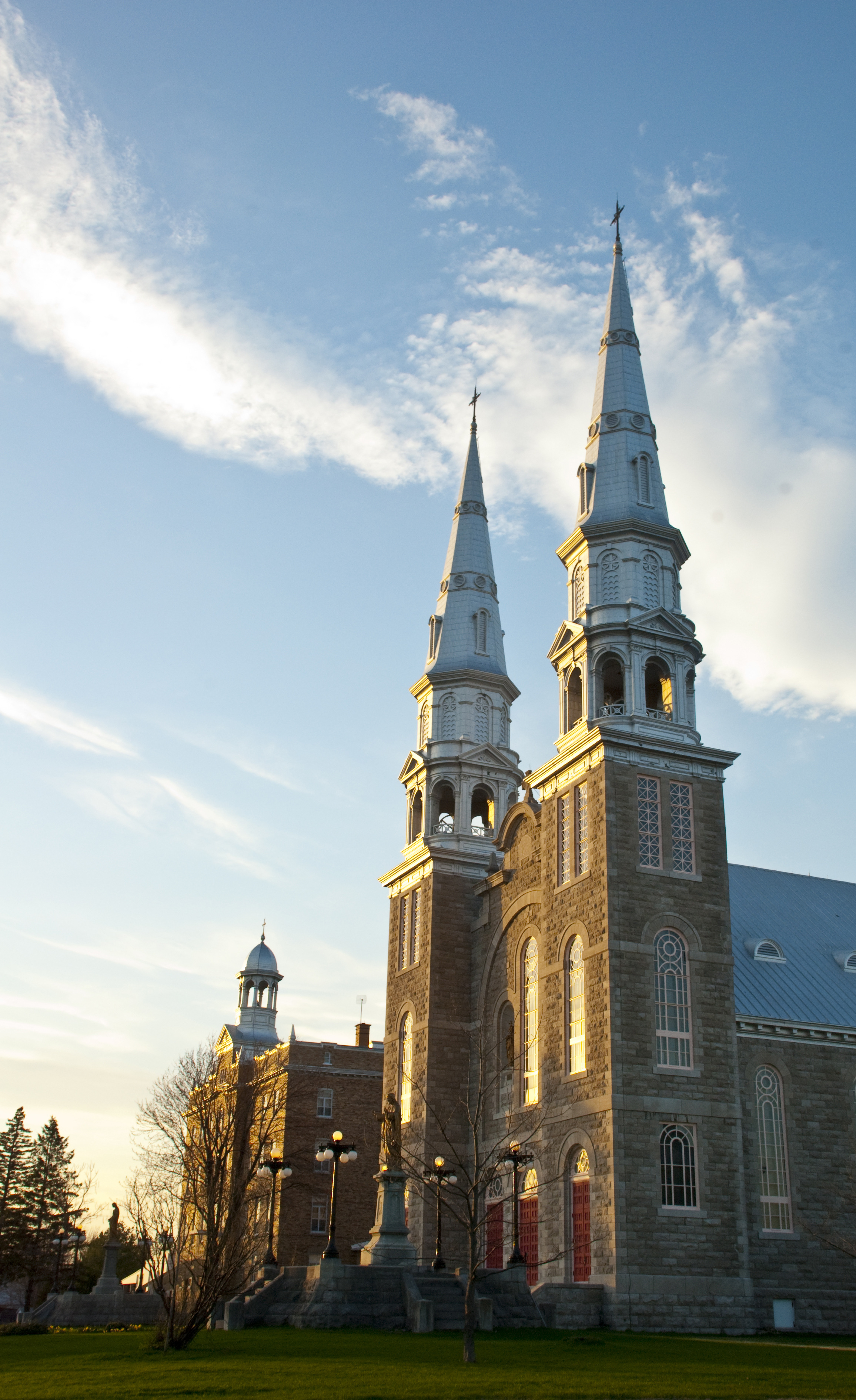
Église Saint-Jacques de Saint-Jacques.
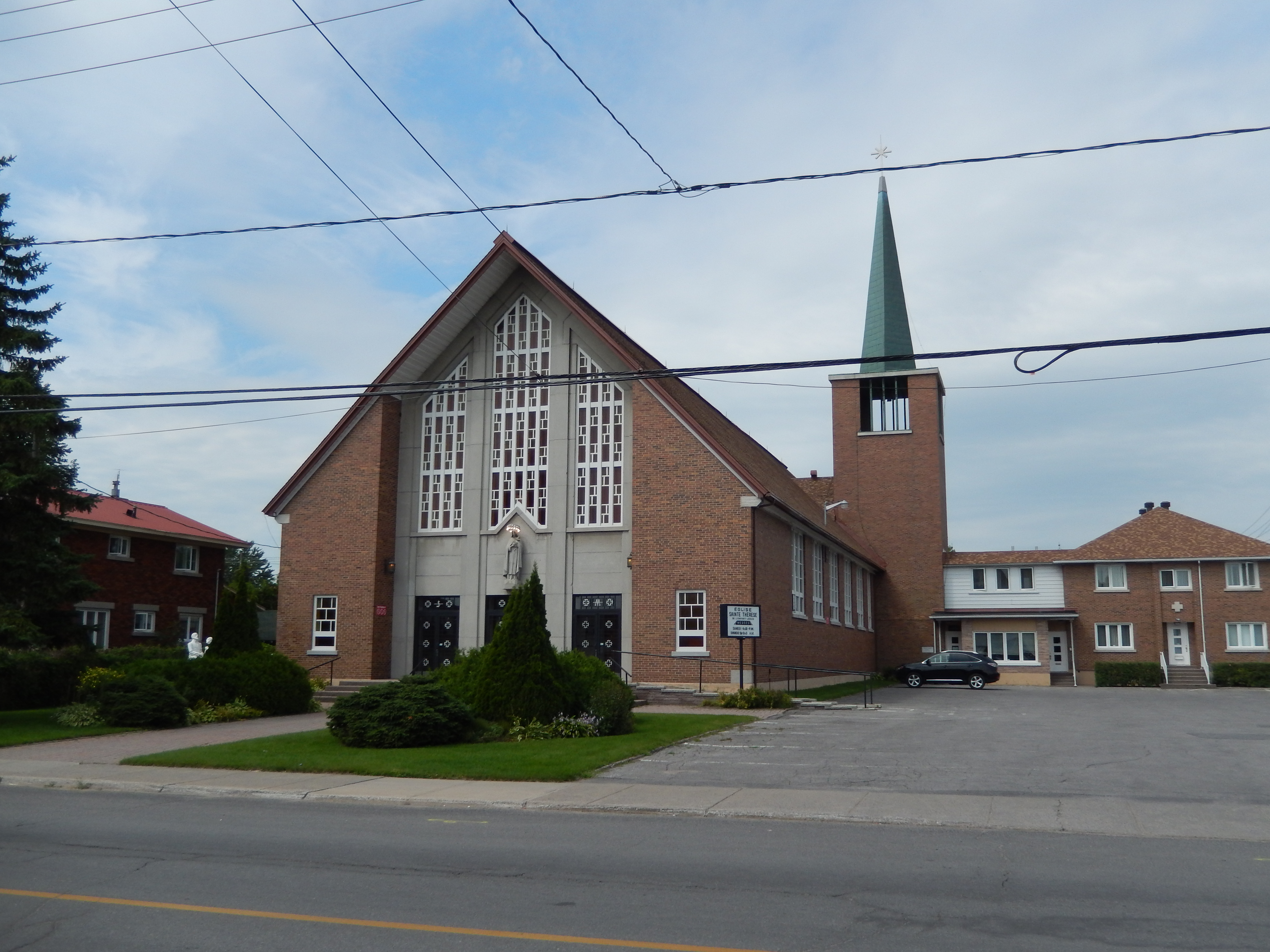
Église Sainte-Thérèse-de-l'Enfant-Jésus de Joliette.
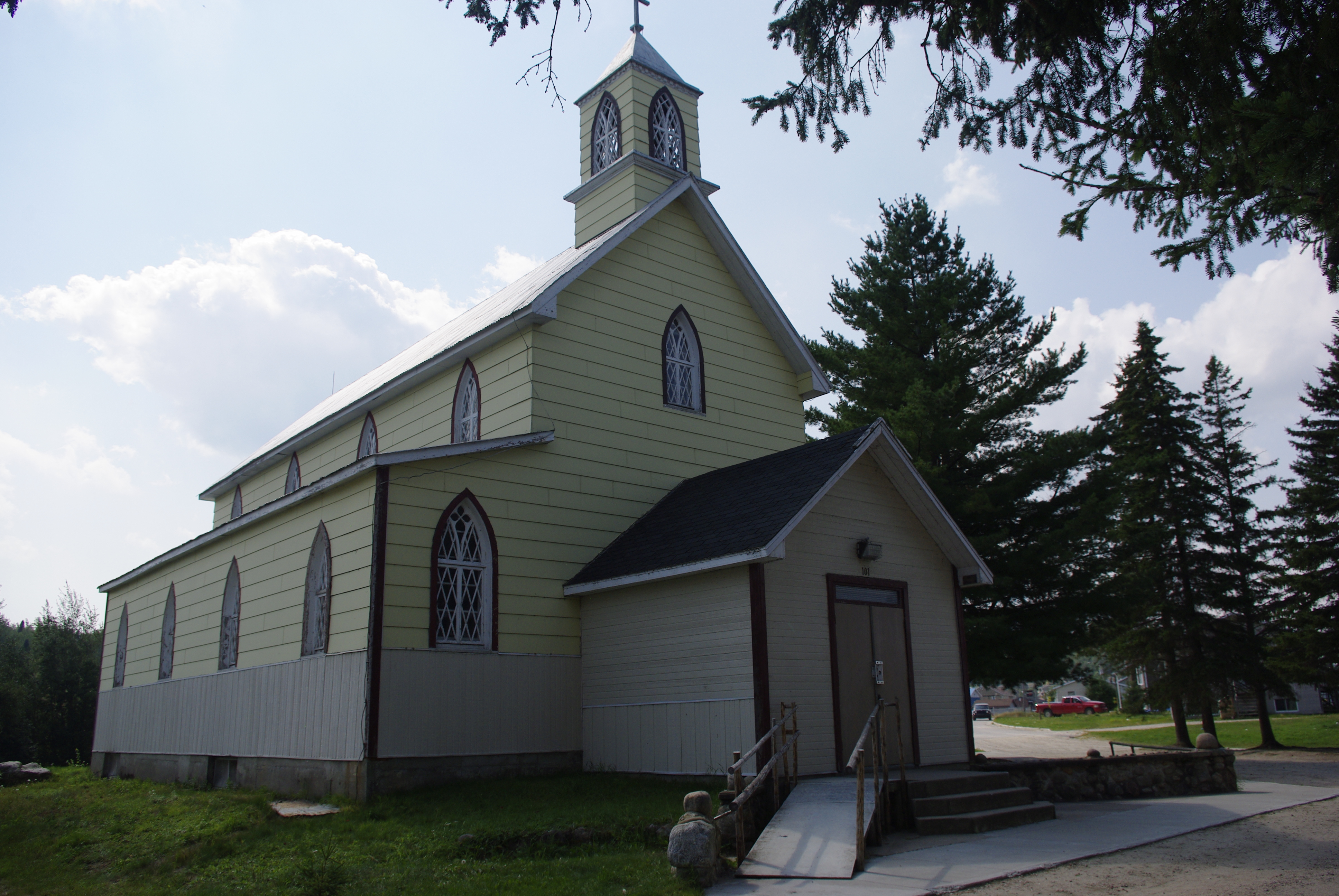
Église Saint-Jean-de-Brébeuf de Manawan.